# César Huispe
César Eduardo Huispe Zúñiga (Quinta Normal, Santiago de Chile, 5 de septiembre de 1987), conocido como Cesarito, es un traductor, intérprete, comediante, crítico cinematográfico, personalidad de internet, creador de contenido y reseñante chileno. Es un crítico de cine y televisión  de Chile en internet, conocido por su serie de comedia web Críticas QLS.

## Infancia
César Huispe nació en el Ex Hospital Clínico Félix Bulnes, Santiago de Chile, ubicado en ese entonces en la comuna de Quinta Normal, siendo hijo de Josefina Aurora Zúñiga Orellana, y Miguel Ángel Huispe Fuentes, chileno residente en Estados Unidos, por lo que viviría desde los 2 años en ese país, en Nueva York y Nueva Jersey, siendo su lengua nativa el inglés, mientras que el español lo aprendió siendo preadolescente una vez llegado y establecido en Chile, aproximadamente cerca de 1998, al separarse sus padres, y nacer su hermana menor. César Huispe ni sus hermanos ni madre volverían a tener contacto con Huispe Fuentes después de esa separación, habiendo caído este en la delincuencia, tiempo después de abandonar a su primera familia, regresar a Chile, y contraer matrimonio con otra mujer en 2006.
Su infancia en Estados Unidos fue la razón por la que su trabajo más importante, es el de traductor de idiomas e intérprete profesional inglés-español, trabajando para diversas instituciones chilenas, e incluso para distribuidoras extranjeras de películas.
Finalizó sus estudios secundarios en el Liceo católico José Domingo Cañas, de Quilicura, Santiago de Chile, institución de la que se gradúo en 2005.

## Carrera

### Críticas QLS
El año 2014, César Huispe y su primo hermano Esteban Espinoza Zúñiga, hijo de la tía materna de César, “cansados de la escasez de contenido en la red y en la televisión” decidieron crear su propio programa de críticas en Internet, llamado Críticas QLS (en referencia a la forma abreviada del modismo y grosería "culiao/a" usado en redes sociales, pero en plural) inicialmente grabando y editando videos de forma artesanal, reseñando y criticando películas del cine chileno, especialmente filmes de directores de cine como Sebastián Badilla, Nicolás López, entre otros, siendo sus críticas reconocidas por su humor negro, y el uso de un lenguaje coloquial y soez, sin el uso excesivo de tecnicismos.
En el canal realizan sus primeras colaboraciones con influyentes personajes de internet como  Beno Espinoza , Ni Tan Zorrón, Metal Chef, Ives Arancibia (Ives Algo), "Harry White", "El Gaboku", Francisco Fernández Aránguiz "Panchoso", Charly Labs", Rafa del canal "Yo no salgo a la calle", Desintoxicados etc...  
Gracias a estas participaciones es donde recibe un reconocimiento entre sus pares y un salto en su carrera como influenciador local de YOU CHILE 
A mediados de 2018, Esteban Espinoza abandona el programa por temas personales.
Con el tiempo, Huispe comienza a ampliar su contenido, expandiéndose al análisis y reseña de series, videojuegos, canciones y libros; así como también recomendaciones de estas. Ahora con su contenido bajo el sello "Producciones QLS", sus videos comienzan a tener nuevos alcances de calidad, gracias a la inclusión de equipo técnico que lo hace sobresalir de sus pares de YouTube Chile.  
Sus críticas mordaces le han valido el ser señalado por los medios de comunicación de Chile, y por muchas de las personalidades que critica, tanto del cine, de la televisión, o incluso del internet. Pese a lo anterior, su programa ha logrado cosechar una gran cantidad de seguidores, siendo uno de los críticos y reseñadores más conocidos de Chile.

### Otros proyectos
César Huispe ha incursionado en diversos medios, publicando libros, y haciendo podcasts en Spotify, siendo bastante reconocido también en este ámbito. Además, ha lanzado mercancía diversa con la marca Críticas QLS, además de haber dado charlas para universidades en la carrera de traducción e interpretación de idiomas.

#### Sin Suscriptores
El lunes 25 de diciembre de 2017, César Huispe anunció su propia web serie, la cual fue una crítica a los influencers chilenos del momento, siendo su primer "paso a la profesionalidad". César declaró:

Originalmente, era contextualizar todos nuestros sketchs y chistes recurrentes dentro de un mismo universo: el pan con chicharrón de soya, la escuela de actuación Juan Pablo Saez, la muñeca que toma cervelza, etc. Sin embargo, a medida que fue avanzando el proyecto, optamos por hacerlo derechamente como una web-serie.

En la producción de la serie participó un equipo diverso de personas que contribuyeron significativamente tanto frente como detrás de cámara. Entre los colaboradores estuvieron Daniel Morales, ex camarógrafo de Random; Joaquín Cortés, del canal Pobrecito Mortal. También ha colaborado Francisco Fernández Aránguiz (conocido en youtube como Panchoso), apoyando en fotografía y dirección. Además, Ives Arancibia (conocido como Ives Algo) en la utilería y contactos para la producción.

#### Sopaipili
Inspirado por la idea de crear una historia de superhéroes altamente autóctona, Cesar estrena su cómic Sopaipili, la historia de una heroína callejera que lucha en las calles de Santiago de Chile contra amenazas relacionadas a la cultura nacional chilena. Esta obra, la primera de al menos una segunda más según declaraciones de Cesar, se puso a la venta en su página Productos QLS ya que fue un estreno totalmente autogestionado. 

#### Estoy guatón, tengo que adelgazar
De manera paródica, Cesar estrena el libro satíricamente biográfico Estoy Guatón, Tengo que Adelgazar, una falsa biografía de su vida, junto con falsos pensamientos suyos. Es un libro burla a los libros de influencers, ocupando todos sus arquetipos y tropos, pero dándoles el giro del humor absurdo. 

#### Giro Transversal: La Historia de Luis Pinto
El 1 de enero de 2024, Criticas QLS estrena este documental sobre el personaje nacional Luis Pinto, titulado "Giro Transversal: La Historia de Luis Pinto". La película documental recibiría gran cubrimiento mediático debido a los abusos hacia el titular Luis Pinto que son evidenciados en el largometraje de no ficción, sobre todo por la revelación en el mismo de un cáncer colorrectal de Luis, por lo que la película serviría como visivilización del estado de esta personalidad, y el mismo César organizaría una donación para cubrir una importante operación que debía hacerse Luis. La donación sería todo un éxito, consiguiendo que Luis Pinto pudiera recibir al rededor de 9 millones de pesos de sus fanáticos.

## Vida personal
Huispe, durante su adolescencia y primeros años de su adultez, se dedicó a diversos empleos en ámbitos como la gastronomía, la seguridad, el correo, entre varios otros, decidiéndose finalmente a trabajar como traductor de idiomas e intérprete profesional inglés-español. Una vez instalado en Chile, vivió gran parte de su adolescencia en la comuna de Quilicura, Santiago de Chile, junto a su madre Josefina Zúñiga, y su hermana menor Michelle. Volvería a residir fuera del país, esta vez en Canadá, por tres años, hasta volver a Chile en la década de 2010.
César Huispe tiene una pareja, y graba sus videos y proyectos desde su hogar en Santiago Centro.